# Солдатченко, Владимир Иванович
Владимир Иванович Солдатченко (12 сентября 1927, Сталин — 4 октября 2000, Стаханов, Луганская область) — советский футболист, полузащитник.
Начинал играть в 1951 году в дубле «Шахтёра» Сталино. За четыре года, проведённых клубом в классе «А» (1949—1952), сыграл в чемпионате четыре матча. В 1953—1954 годах в классе «Б» в 24 играх забил 4 гола. Полуфиналист Кубка СССР 1953. В 1955—1958 годах играл за «Шахтёр» Кадиевка, в 1964—1969 годах был старшим тренером команды.
Внёс большой вклад в становление и развитие футбола в городе Брянка. Скончался в 2000 году. В честь Солдатченко в городе проводится турнир по футзалу.